# 飛べ!宇宙戦艦ムサシ

『飛べ!宇宙戦艦ムサシ』（とべ!うちゅうせんかんムサシ、날아라 우주전함 거북선）は、1979年にユプロダクションの制作により韓国MBCで放送されたSFアニメおよび、1979年に劇場公開された総集編のアニメーション映画作品。

## ストーリー
未来の世界は深刻な環境汚染による人類滅亡の危機の中で生きている。世界はこれを解決する方案を模索した。その結果、タレス別に大気汚染除去器があるという事実を知り、各国では戦艦を送ったが、未知の宇宙空間で破壊されたり失踪することを繰り返した。
これに韓国のキム博士は昔の亀船を見て最強の宇宙戦艦を作った。この亀甲船を製作するためにテコンVの部品が必要だった。フンイとヨンヒが泣きながら反対する中で、ロボットテコンVを解体して使用する。
タレス別に出発する前日、微生物によって宇宙戦艦亀甲船が作動し、その風に艦長最大令など大人乗組員を除いたフンイなど全員未成年者の乗組員一行は宇宙に出るようになるが、その時から押されてくるエイリアン悪党たちの妨害により大きな危険に処されるようになる。しかし、そのような危機の中で、事実は宇宙戦艦内に分離収納されていたテコンVが再組み立てられて現れたが、再現されたテコンVは悪役を倒して汚染除去器を手に入れるように大きく助けを与える。大気汚染除去器を手に入れた一行は地球に戻る。